# 川島美南
川島美南（日语：／ Kawashima Minami，1998年4月5日—），日本女子羽毛球運動員。埼玉縣出生，畢業於埼玉栄中學校，現為埼玉栄高校學生，畢業後將加入西京銀行，並為ACT SAIKYO羽毛球隊的成員，隊員編號為10號。

## 簡歷
2016年7月，川島美南代表日本隊出戰泰國曼谷舉行的亚洲青年羽毛球錦標賽，在率先進行的混合团体赛中，日本队以0比3不敌中国队，获得团体赛季军；而在女子雙打賽事中，川島美南与上杉夏美則在準決賽以0比2不敌中国组合，最後赢得季軍。

## 主要比賽成績
只列出曾進入準決賽的國際賽事成績：
| 年份   | 賽事                 | 公開賽級別 | 項目     | 拍檔     | 成績   |
| ------ | -------------------- | ---------- | -------- | -------- | ------ |
| 2016年 | 亞洲青年羽毛球錦標賽 | 其他       | 混合團體 | －       | 季軍   |
| 2016年 | 亞洲青年羽毛球錦標賽 | 其他       | 女子雙打 | 上杉夏美 | 季軍   |
| 2016年 | 世界青年羽毛球錦標賽 | 其他       | 混合團體 | －       | 季軍   |
| 2017年 | 俄羅斯羽毛球大獎賽   | 大獎賽     | 女子雙打 | 今井優步 | 亞軍   |
| 2019年 | 丹麥羽毛球國際賽     | 國際挑戰賽 | 女子雙打 | 齋藤夏   | 準決賽 |
| 2019年 | 白夜羽毛球賽         | 國際挑戰賽 | 女子雙打 | 齋藤夏   | 亞軍   |
| 2022年 | 本迪戈羽毛球國際賽   | 國際挑戰賽 | 女子雙打 | 齋藤夏   | 準決賽 |

| 2007-2017年 | 首要超級賽 | 超級賽 | 黃金大獎賽 | 大獎賽 | 國際挑戰賽 | 國際系列賽 | 未來系列賽 | 其他 |

| 2018-2026年 | 總決賽 | 超級1000賽 | 超級750賽 | 超級500賽 | 超級300賽 | 超級100賽 | 國際挑戰賽 | 國際系列賽 | 未來系列賽 | 其他 |